# سفارت کانادا در مسکو
سفارت کانادا در مسکو (به لاتین: Embassy of Canada) یک سفارت و ساختمان در روسیه است که در Khamovniki District واقع شده‌است.